# Лорбер, Жан
Жан Лорбер (словен. Žan Lorber; родился 18 октября 2006 года, Словения) — словенский футболист, вратарь клуба «Рогашка».

## Карьера
Жан Лорбер — воспитанник «Рогашки». Дебютировал за клуб в возрасте 17 лет 31 октября 2023 года во втором раунде Кубка Словении против «Шмарье-при-Елшах».
2 февраля 2024 года в возрасте 17 лет дебютировал в чемпионате Словении в матче «Рогашки» против люблянской «Олимпии», выйдя в стартовом составе. Через 24 секунды после начала матча был заменён на Айдина Мулалича. Это было сделано для того, чтобы в стартовом составе играл местный футболист в возрасте до 21 года, как требуют правила чемпионата Словении с 2022 года. Боснийское издание Mondo озаглавило свой материал об этом инциденте «Худшее футбольное правило — словенцы унижают детей!», сайт chiamarsibomber.com назвал этот случай «сюрреалистической стратегией», а dayfr.com написал, что тренер «Рогашки» Оскар Дробне, возможно, «травмировал будущего Яна Облака»; болельщики клуба также раскритиковали решение заменить Лорбера. Матч завершился со счётом 2:2.

## Личная жизнь
У Жана Лорбера есть два брата: Марсель и Аней, оба являются футболистами.